# Las Tazas
Las Tazas är en ort i Mexiko.   Den ligger i kommunen Ocosingo och delstaten Chiapas, i den sydöstra delen av landet, 900 km öster om huvudstaden Mexico City. Las Tazas ligger 523 meter över havet och antalet invånare är 1 381.
Terrängen runt Las Tazas är varierad. Las Tazas ligger nere i en dal. Runt Las Tazas är det glesbefolkat, med 16 invånare per kvadratkilometer. Närmaste större samhälle är Taniperla, 12,1 km nordost om Las Tazas. I omgivningarna runt Las Tazas växer i huvudsak städsegrön lövskog.